# Övergreppet (film, 1972)
Övergreppet (originaltitel: The Offence) är en brittisk film från 1972 i regi av Sidney Lumet, baserad på John Hopkins pjäs This Story of Yours.

## Handling
Johnson (Sean Connery) har varit polis i 20 år. Hans ilska och aggression över alla brott han utrett under dessa år kommer till ytan när han förhör en man som är misstänkt för en rad brutala övergrepp på unga flickor.

## Om filmen
Filmen är inspelad i Bracknell och Twickenham i Storbritannien. Den hade världspremiär i Storbritannien den 11 maj 1972 och svensk premiär den 25 mars 1974 i Stockholm. Den svenska åldersgränsen är 15 år.

## Rollista (komplett)
- Sean Connery - polisinspektör Johnson
- Trevor Howard - kriminalkommissarie Cartwright
- Vivien Merchant - Maureen Johnson
- Ian Bannen - Kenneth Baxter
- Peter Bowles - poliskommissarie Cameron
- Derek Newark - Frank Jessard
- Ronald Radd - Lawson
- John Hallam - Panton
- Richard Moore - Garrett
- Anthony Sagar - Hill
- Maxine Gordon - Janie Edmonds, den våldtagna flickan
- Hilda Fenemore - kvinna på allmänningen
- Rhoda Lewis - kvinna vid skolan
- Cynthia Lund - barn vid skolan
- Howard Goorney - Lambert
- Roger Hume
- Roy Macready - bartender
- Michael Redfern - polis som spelar arbetare vid skolan